# 陸行鯨科
陸行鯨科（Ambulocetidae）是滅絕早期鯨魚的一科，牠們仍能在陸地上行走。其下的走鯨是陸行鯨科中研究成果最完备的，已發現有非常完整的骨骼。另一屬的甘達克鯨，其化石只有顎骨的碎片。
陸行鯨科的化石於印度及巴基斯坦發現，這些地方是以往辛梅利亞大陸的海岸線。從發現地的沉積情況可知陸行鯨科是生活在淺水近岸的沼澤環境，猎食时入水。